# Pair (titel)
Een pair, vergelijkbaar met het Britse peer (uit het Latijn voor gelijke), was een titel van de hoogste Franse edelen die zich Duc et Pair noemden.
Omdat in de jaren voor de Franse Revolutie het parlement, de Franse Staten-Generaal, niet bijeenkwam, had de titel weinig inhoud. In 1814 kreeg Frankrijk een hogerhuis naar Brits model waarin de pairs wetgevers waren, de Chambre des pairs. Na de Julirevolutie van 1830 werd de erfelijkheid van de functie afgeschaft. De Chambre des pairs werd in 1848 opgeheven.